# Вестерботен (округ)
Округ Вестерботен, односно Западноботнијски округ (швед. Västerbottens län) је округ у Шведској, у северном делу државе. Седиште округа је град Умео.
Округ је основан 1638. године.

## Положај округа
Округ Вестерботен се налази у северном делу Шведске. Њега окружују:
- са севера: Округ Нурботен,
- са истока: Балтичко море (Ботнијски залив),
- са југа: Округ Вестернурланд,
- са југозапада: Округ Јемтланд,
- са запада: Норвешка.

## Природне одлике
Рељеф: У округу Вестерботен преовлађују брежуљкаста и брдска подручја до 500 метара надморске висине. Западна трећина округа је изразито планинска, са планинама до 1.800 м н.в., из ланца Скандинавских планина.
Клима: У округу Вестерботен влада оштра Континентална клима, посебно у вишим крајевима на западу округа.
Воде: Вестерботен је приморски округ у Шведској, јер га Балтичко море, тачније Ботнијски залив, запљускује са истока. Морска обала је веома разуђена, са много острваца и малих залива. Посебно су значајна острва Холмеарна. У унутрашњости постоји низ малих ледничких језера. Најважније реке су Шелефте, Уме и Онгерман.

## Историја
Подручје данашњег округа обухвата делове историјских области Западна Ботнија, Онгерман и Лапонија.
Данашњи округ основан је 1638. године. 1809. године мали део округа на североистоку је предат Финској, а већ 1810. године северна половина округа је издвојена као засебан округ Нурботен. 

## Становништво
По подацима 2011. године у округу Вестерботен живело је око 260 хиљада становника. Последњих година број становника расте.
Густина насељености у округу је око 17 становника/км², што је мање од државног просека (23 ст./км²).

## Општине и градови
Округ Вестерботен има 15 општина. Општине су:
| - Бјурхолм - Вилхелмина - Венес - Винделн - Доротеја | - Ликселе - Мало - Нордмалинг - Норсје - Оселе | - Робертсфорс - Сорселе - Сторуман - Умео - Шелефтео |

Градови (тачније „урбана подручја") са више од 5.000 становника су:
- Умео - 80.000 становника.
- Шелефтео - 33.000 становника.
- Ликселе - 9.000 становника.
- Холмсунд - 6.000 становника.

## Извори
- City Population: SWEDEN